# 고향 없는 사람들
《고향없는 사람들》은 소설가 박화성이 쓴 대표적인 단편소설 작품이다. 《고향없는 사람들》의 의의는 일제 식민지하의 경제적 수탈 정책에 희생된 농민들의 참상을 알리는 데 있다. 1936년 1월에《신동아》에 발표된 작품이다. 고향을 떠난 오삼룡이란 인물과 고향에 남은 강판옥이란 두 인물을 통해 식민지하에서 고통받는 실향민의 문제를 다루고 있다.

## 줄거리
오삼룡은 다른 이웃 아홉가족과 함께 일제의 강제로 평남 강서 농장으로 이민을 가게 된다. 삶의 터전을 강제로 잃고 고향을 떠나게 된 오삼룡은 슬픈 마음으로 고향에 있는 강판옥에게 편지를 쓴다. 강판옥은 오삼룡에게 온 편지를 읽고 이민의 참상을 알게 된다. 강서 농장으로 강제 이주한 사람들이 다시 고향으로 보내달라는 진정서를 총독부에 날마다 보내고 있다는 내용이었다. 그러나 총독부는 이를 허락하지 않았고 있었다. 그러나 오삼룡은 이러한 상황 속에서도 다시 고향으로 갈 수 있다는 희망을 품고 있었다.
그러나 이후 오삼룡은 강판옥의 편지를 받고 좌절하게 된다.
강판옥은 오삼룡에게 고향이 홍수과 흉년으로 고향사람들이 굶어죽게 된 현실을 말해주었기 때문이다. 오삼룡은 어디에도 갈 수 없는 자신의 처지를 비관하면서  마지막으로 편지를 쓴다.
그 편지를 읽은 강판옥은 주체할 수 없는 울음을 터트린다.
그 편지 내용은 바로, 자신의 귀향신청을 철회한 사실과 더 이상 우리는 고향이란 게 없는 사람들이니 앞만 바라보고 호랑이 같이 살아가라는 내용이었다.

## 인물소개
- 오삼룡:강서 농장에 강제 이주 한 후 고향과 같은 흉년을 열망하지만, 귀향의 좌절로 절망에 빠진 실향민.
- 강판옥: 오삼룡의 이웃이면서 강제이주를 끝까지 반대해 고향에 남은 인물.

## 같이 보기
- 박화성